# Биакай, Абдул-Маали-Оглы
Абдул-Маали-Оглы Биакай (1871—?) — русский военный  деятель, полковник  (1915). Герой Первой мировой войны, участник Русско-японской войны.

## Биография
В 1890 году после окончания Темир-Хан-Шуринского реального училища вступил в службу. В 1891 году после окончания офицерских курсов Киевского военного училища произведён в подпоручики и выпущен в 251-й Георгиевский резервный батальон, позже назначен состоять при 5-м сапёрном батальоне. В 1895 году произведён в поручики, в 1900 году в штабс-капитаны, в 1903 году в капитаны, ротный командир.
С 1904 года участник Русско-японской войны. В 1910 году произведён в подполковники, штаб-офицер 21-го сапёрного батальона.
С 1914 года участник Первой мировой войны, с 1915 года полковник, командир 43-го сапёрного батальона. Высочайшим приказом от 11 апреля 1915 года за храбрость награждён Георгиевским оружием :
21-го сапёрного батальона подполковнику Абдулу Биакаю за то, что с 9-го на 10-е октября 1914 года, построил мост у Лежахова под сильным ружейным и артиллерийским огнём, лично руководил постройкой моста и способствовал связи между обоими берегами

## Награды
- Орден Святого Станислава 2-й степени (ВП 1907)
- Орден Святой Анны 2-й степени с мечами (ВП 25.12.1912; Мечи — ВП 06.11.1915)
- Орден Святого Владимира 4-й степени  (ВП 26.12.1914)
- Георгиевское оружие (ВП 11.04.1915)